# Innar Mändoja
Innar Mändoja (nascido em 27 de fevereiro de 1978) é um ex-ciclista estoniano que representou o seu país nos Jogos Olímpicos de 2000, realizados em Sydney, Austrália. Ele competiu na prova de estrada, mas não conseguiu terminar a corrida.